# NGC 7741
NGC 7741 là tên của một thiên hà xoắn ốc có cấu trúc thanh chắn nằm trong chòm sao Phi Mã. Khoảng cách xấp xỉ giữa thiên hà này với trái đất của chúng ta là khoảng 40 triệu năm ánh sáng do vậy, kích thước biểu kiến của nó khoảng 50000 năm ánh sáng. Vào ngày 10 tháng 9 năm 1784, nhà thiên văn học người Anh gốc Đức William Herschel đã phát hiện ra thiên hà này.
NGC 7741 có một cấu trúc thanh chắn rất rõ ràng và hai nhánh xoắn ốc. Các nhánh xoắn ốc của nó thì đứt khúc như bị chấp vá và phân tán ra chứ không như những nhánh xoắn ốc của các thiên hà khác. Phần bên trong của các nhánh này tạo thành một cấu trúc đai giả. Nó có rất nhiều vùng H II dọc theo thanh chắn và nhánh xoắn ốc của nó. Hiện ta chỉ mới quan sát được là nó có 10 vùng H II với bán kính là 6". Tuổi của các vùng này là từ 5 đến 9 triệu năm. Tỉ lệ hình thành sao của trong vùng trung tâm của NGC 7741 là 0,022 lần [[khối lượng mặt trời trên một năm trong một đơn vị diện tích là 1000 parsec vuông. Tổng khối lượng các ngôi sao của thiên hà này là gấp 1,69 x 109 lần khối lượng mặt trời.
NGC 7741 thuộc về một nhóm thiên hà nhỏ tên là NGC 7741. Các thiên hà thành viên khác của nhóm này là hai thiên hà sau: UGC 12732 và UGC 12791.

## Dữ liệu hiện tại
Theo như quan sát, đây là thiên hà nằm trong chòm sao Phi Mã và dưới đây là một số dữ liệu khác:
- Xích kinh 23h 43m 54.4s[1]
- Xích vĩ +26° 04′ 32″[1]
- Giá trị dịch chuyển đỏ 0.002502 ± 0.000001 [1]
- Cấp sao biểu kiến 11.0
- Vận tốc xuyên tâm 750 ± 0 km/s[1]
- Kích thước biểu kiến 4′.4 × 3′.0[1]
- Loại thiên hà SB(s)cd [1]